# Copălău
Copălău là một xã thuộc hạt Botoșani, România. Dân số thời điểm năm 2002 là 7129 người.